# Ковальов Олексій Васильович
Олексій Васильович Ковальов — український фотокореспондент. Кавалер ордена «За заслуги» III ступеня (2022).

## Життєпис
З початком російського вторгнення в Україну 2022 року Олексій Ковальов разом із небагатьма колегами залишився на Луганщині висвітлювати наслідки війни. Для інформаційного агентства «Укрінформ» відзняв багато фоторепортажів з лютого по квітень, у яких він показав повсякденне життя сіверодончан та жителів сусідніх населених пунктів.
Допомагав у волонтерському штабі, разом із однодумцями започаткував неформальне «ГТС: городское телевидение Северодонецка», яке щодня підбадьорювало мешканців, що залишись в місті.

## Нагороди
- орден «За заслуги» III ступеня (6 червня 2022) — за вагомий особистий внесок у розвиток вітчизняної журналістики та інформаційної сфери, мужність і самовідданість, виявлені під час висвітлення подій повномасштабного вторгнення Російської Федерації на територію України, багаторічну сумлінну працю та високу професійну майстерність[1].